# 北海道三十三観音霊場
北海道三十三観音霊場（ほっかいどうさんじゅうさんかんのんれいじょう）は、北海道にある33か所の観音霊場のこと。

## 概要
1913年（大正2年）、徳島県出身の山本ラクが北海道の三十三ヶ所の真言宗他の寺院に西国霊場と同じ三十三体の本尊を縮小模刻し配納することにより開創され、1985年（昭和60年）に深川市の真言寺名誉住職である資延憲英の調査によって再興された。
全長約2300km、観光を含めると約3000kmに及ぶ長大な霊場である。観光バスや車を利用する場合は10日前後かかると言われている。

## 霊場一覧
| No. | 山号           | 寺号         | 寺号の読み           | 宗派           | 本尊         | 所在地           | 位置                                                                      |
| --- | -------------- | ------------ | -------------------- | -------------- | ------------ | ---------------- | ------------------------------------------------------------------------- |
| 1   | 北南山         | 高野寺       | こうやじ             | 高野山真言宗   | 如意輪観音   | 函館市           | 北緯41度45分14.4秒 東経140度43分04.3秒 / 北緯41.754000度 東経140.717861度 |
| 2   | 明光山         | 神山教会     | かみやまきょうかい   | 高野山真言宗   | 十一面観音   | 函館市           | 北緯41度49分52.7秒 東経140度47分08.4秒 / 北緯41.831306度 東経140.785667度 |
| 3   | 蜜乗山         | 菩提院奥之院 | ぼだいいんおくのいん | 真言宗智山派   | 千手観音     | 寿都郡黒松内町   | 北緯42度47分36.6秒 東経140度13分28.6秒 / 北緯42.793500度 東経140.224611度 |
| 4   | 覚王山         | 金剛寺       | こんごうじ           | 高野山真言宗   | 千手観音     | 虻田郡倶知安町   | 北緯42度54分23.4秒 東経140度45分32.5秒 / 北緯42.906500度 東経140.759028度 |
| 5   | 遍照山         | 本弘寺       | ほんこうじ           | 高野山真言宗   | 千手観音     | 岩内郡岩内町     | 北緯42度58分58.3秒 東経140度31分28.9秒 / 北緯42.982861度 東経140.524694度 |
| 6   | 北明山         | 仁玄寺       | にんげんじ           | 高野山真言宗   | 千手観音     | 余市郡仁木町     | 北緯43度08分48.4秒 東経140度45分31.4秒 / 北緯43.146778度 東経140.758722度 |
| 7   | 小樽高野山     | 日光院       | にっこういん         | 高野山真言宗   | 如意輪観音   | 小樽市           | 北緯43度11分50.9秒 東経140度59分23.9秒 / 北緯43.197472度 東経140.989972度 |
| 8   | 大網山         | 精周寺       | せいしゅうじ         | 真言宗豊山派   | 聖観音       | 小樽市           | 北緯43度10分51.0秒 東経140度58分28.9秒 / 北緯43.180833度 東経140.974694度 |
| 9   | 成田山         | 新栄寺       | しんえいじ           | 真言宗智山派   | 不空羂索観音 | 札幌市中央区     | 北緯43度03分08.8秒 東経141度21分17.8秒 / 北緯43.052444度 東経141.354944度 |
| 10  | 覚王山         | 立江寺       | たつえじ             | 高野山真言宗   | 千手観音     | 石狩市           | 北緯43度10分30.7秒 東経141度19分07.1秒 / 北緯43.175194度 東経141.318639度 |
| 11  | 和光山         | 弘清寺       | こうせいじ           | 真言宗善通寺派 | 准胝観音     | 夕張郡栗山町     | 北緯43度01分35.8秒 東経141度48分35.2秒 / 北緯43.026611度 東経141.809778度 |
| 12  | 空知山         | 遍照寺       | へんじょうじ         | 高野山真言宗   | 千手観音     | 空知郡奈井江町   | 北緯43度25分02.0秒 東経141度53分09.7秒 / 北緯43.417222度 東経141.886028度 |
| 13  | 石狩山         | 真言寺       | しんごんじ           | 高野山真言宗   | 如意輪観音   | 深川市           | 北緯43度42分57.7秒 東経142度02分33.5秒 / 北緯43.716028度 東経142.042639度 |
| 14  | 遍照山         | 丸山寺       | まるやまじ           | 高野山真言宗   | 如意輪観音   | 深川市           | 北緯43度44分25.8秒 東経142度03分22.8秒 / 北緯43.740500度 東経142.056333度 |
| 15  | 神楽山         | 春宮寺       | しゅんぐうじ         | 高野山真言宗   | 十一面観音   | 上川郡東神楽町   | 北緯43度40分46.6秒 東経142度25分59.3秒 / 北緯43.679611度 東経142.433139度 |
| 16  | 谷口山         | 金峰寺       | こんぽうじ           | 高野山真言宗   | 千手観音     | 旭川市           | 北緯43度45分57.9秒 東経142度22分34.8秒 / 北緯43.766083度 東経142.376333度 |
| 17  | 慈雲山         | 弘照寺       | こうしょうじ         | 高野山真言宗   | 十一面観音   | 空知郡中富良野町 | 北緯43度24分21.8秒 東経142度25分08.8秒 / 北緯43.406056度 東経142.419111度 |
| 18  | 護国山         | 富良野寺     | ふらのじ             | 高野山真言宗   | 如意輪観音   | 富良野市         | 北緯43度20分48.4秒 東経142度23分05.8秒 / 北緯43.346778度 東経142.384944度 |
| 19  | 成田山         | 松光寺       | しょうこうじ         | 真言宗智山派   | 千手観音     | 帯広市           | 北緯42度55分34.9秒 東経143度12分49.9秒 / 北緯42.926361度 東経143.213861度 |
| 20  | 大日山         | 密厳寺       | みつごんじ           | 高野山真言宗   | 千手観音     | 中川郡本別町     | 北緯43度07分23.2秒 東経143度36分52.9秒 / 北緯43.123111度 東経143.614694度 |
| 21  | 四恩山         | 西端寺       | さいたんじ           | 高野山真言宗   | 聖観音       | 釧路市           | 北緯42度58分07.9秒 東経144度22分35.2秒 / 北緯42.968861度 東経144.376444度 |
| 22  | 護国山         | 清隆寺       | せいりゅうじ         | 真言宗智山派   | 千手観音     | 根室市           | 北緯43度19分42.8秒 東経145度34分32.2秒 / 北緯43.328556度 東経145.575611度 |
| 23  | 護国山         | 大法寺       | だいほうじ           | 真言宗智山派   | 千手観音     | 枝幸郡中頓別町   | 北緯44度58分15.0秒 東経142度17分20.8秒 / 北緯44.970833度 東経142.289111度 |
| 24  | 大悲山         | 弘道寺       | こうどうじ           | 高野山真言宗   | 十一面観音   | 北海道網走市     | 北緯44度00分49.6秒 東経144度16分24.7秒 / 北緯44.013778度 東経144.273528度 |
| 25  | 注連山         | 宝珠寺       | ほうしゅじ           | 高野山真言宗   | 千手観音     | 紋別郡湧別町     | 北緯44度11分46.5秒 東経143度36分14.8秒 / 北緯44.196250度 東経143.604111度 |
| 26  | 蜜乗山         | 大日寺       | だいにちじ           | 高野山真言宗   | 聖観音       | 紋別市           | 北緯44度21分27.2秒 東経143度21分07.7秒 / 北緯44.357556度 東経143.352139度 |
| 27  | 高野山最北大師 | 真言寺       | しんごんじ           | 高野山真言宗   | 如意輪観音   | 稚内市           | 北緯45度24分35.2秒 東経141度40分24.3秒 / 北緯45.409778度 東経141.673417度 |
| 28  | 天塩山         | 弘法寺       | こうぼうじ           | 高野山真言宗   | 聖観音       | 中川郡美深町     | 北緯44度34分19.8秒 東経142度18分43.1秒 / 北緯44.572167度 東経142.311972度 |
| 29  | 静澄山         | 龍徳寺       | りゅうとくじ         | 高野山真言宗   | 馬頭観音     | 日高郡新ひだか町 | 北緯42度20分18.2秒 東経142度21分35.6秒 / 北緯42.338389度 東経142.359889度 |
| 30  | 高野山         | 日高寺       | にっこうじ           | 高野山真言宗   | 千手観音     | 沙流郡日高町     | 北緯42度30分40.4秒 東経142度02分28.3秒 / 北緯42.511222度 東経142.041194度 |
| 31  | 三石山         | 円昌寺       | えんしょうじ         | 高野山真言宗   | 聖観音       | 日高郡新ひだか町 | 北緯42度15分31.8秒 東経142度37分23.0秒 / 北緯42.258833度 東経142.623056度 |
| 32  | 新高野山       | 亮昌寺       | りゅうしょうじ       | 高野山真言宗   | 千手観音     | 虻田郡洞爺湖町   | 北緯42度33分33.2秒 東経140度44分58.8秒 / 北緯42.559222度 東経140.749667度 |
| 33  | 高野山         | 大正寺       | たいしょうじ         | 高野山真言宗   | 十一面観音   | 室蘭市           | 北緯42度19分22.2秒 東経140度58分02.5秒 / 北緯42.322833度 東経140.967361度 |